# Józef Wang Kuiju
Św. Józef Wang Kuiju (chiń. 王奎聚若瑟) (ur. 1863 r. w Nangong, Hebei w Chinach – zm. 13 lipca 1900 r. tamże) – święty Kościoła katolickiego, męczennik.
Podczas powstania bokserów w Chinach doszło do prześladowania chrześcijan. 13 lipca 1900 r. gdy Józef Wang Kuiju wracał do domu ze swoim kuzynem Janem Wang Kuixin zaczęło padać. Schronili się w gospodzie. Podczas rozmowy zorientowano się, że są katolikami. Józef Wang został zabity od razu. Jego kuzyna odesłano do prefektury okręgowej, później został również stracony.
Dzień jego wspomnienia to 9 lipca (w grupie 120 męczenników chińskich).
Został beatyfikowany 17 kwietnia 1955 r. przez Piusa XII w grupie Leon Mangin i 55 Towarzyszy. Kanonizowany w grupie 120 męczenników chińskich 1 października 2000 r. przez Jana Pawła II.